# Sublime, forcément sublime Christine V.
Pour les articles homonymes, voir Sublime (homonymie).
« Sublime, forcément sublime Christine V. » est un texte de Marguerite Duras publié le 17 juillet 1985 dans le journal Libération à propos de l'affaire Grégory.

## Historique
En 1985, Marguerite Duras se rend à Lépanges-sur-Vologne pour le journal Libération à la demande de Serge July, le directeur de la publication de l'époque. Alors que Duras demande à rencontrer Christine Villemin, la mère du petit Grégory retrouvé mort dans la Vologne le 16 octobre 1984, l'intéressée refuse de s'entretenir avec l'écrivaine.
Le 17 juillet 1985, Libération publie une tribune signée Duras, qui pose comme une évidence la culpabilité criminelle de Christine Villemin. L'article est précédé d'un avertissement, « La transgression de l'écriture », rédigé par Serge July, qui rappelle la liberté inhérente à l'écriture de l'artiste. Le style du texte, empirique et pythique, met en place une méthode « d'imprégnation du réel ». Sans avoir rencontré Christine Villemin, sans preuve matérielle et en ne respectant pas la présomption d'innocence, l'écrivaine se fait médium pour accéder à la vérité du crime : « Dès que je vois la maison, je crie que le crime a existé. Je le crois. Au-delà de toute raison […]. On l’a tué dans la douceur ou dans un amour devenu fou. » À sa parution, l'article ne manque pas de susciter la polémique.
En 1998, dans sa biographie Marguerite Duras, Laure Adler déclare que « Marguerite Duras se défendra toujours de ce « sublime, forcément sublime » ; elle dira l’avoir barré avant de remettre son texte au journal et reprochera à Serge July de l’avoir rétabli sans l’avoir consultée. Mais, pour le reste, elle confirmera ce qu’elle a alors, sous le coup de l’émotion, écrit, relu sous forme manuscrite puis corrigé sur les épreuves d’imprimerie. »
En 2006, Denis Robert, qui suivait en 1985 l'affaire Grégory pour Libération, révèle que le texte publié est une « version allégée » d'une première tribune, refusée par la rédaction du journal, dans laquelle Marguerite Duras « développait l’idée qu’une mère qui donne la vie a le droit de la retirer ».

## Le texte de Marguerite Duras
Pour l'universitaire Hamida Drissi, qui a consacré sa thèse de doctorat à Marguerite Duras, l'écrivaine, dans « Sublime, forcément sublime Christine V. », « justifie et excuse en quelque sorte l’infanticide présumé de Christine Villemin par une oppression millénaire exercée sur la femme et une maternité vécue dans la douleur et le morcellement » :

« Regardez bien autour de vous : quand les femmes sont comme celle-ci, inattentives, oublieuses de leurs enfants, c’est qu’elles vivent dans la loi de l’homme, qu’elles chassent des images, que toutes leurs forces, elles s’en servent pour ne pas voir, survivre. »

Hamida Drissi poursuit en soulignant que Duras « confère au geste infanticide de Christine Villemin une dimension tragique et universelle, révélatrice de la condition de toute femme pour conclure enfin sur l’innocence de l’accusée ». Ainsi l'écrivaine sublime l'image de Christine Villemin et fait d'elle une figure mythique de la galaxie durassienne. Christine V. devient sous sa plume une figure féministe, victime de la domination masculine – élément déclencheur de l'acte meurtrier commis par la femme. Selon le Journal du dimanche, « Marguerite Duras prend fait et cause pour la mère, tout en l’estimant coupable. L’écrivain estime que Christine Villemin est « sublime, forcément sublime » et justifie son geste par une vie terne, et une rancœur contre son époux : 

« Aucun homme au monde ne peut savoir ce qu’il en est pour une femme d’être prise par un homme qu’elle ne désire pas. La femme pénétrée sans désir est dans le meurtre. Le poids cadavérique de la jouissance virile au-dessus de son corps a le poids du meurtre qu’elle n’a pas la force de rendre : celui de la folie. »

Christine Villemin apparaît ainsi comme le « centre aveugle » de l'acte infanticide, assimilé à la figure d'une meurtrière exempte de culpabilité, ignorante de son crime : 

« Les progrès de ce malheur elle ne les voit pas se faire, c’est certain, elle ignorerait de plus en plus où elle va : une nuit qui descendrait sur elle. Christine V. innocente qui peut-être a tué sans savoir comme moi j’écris sans savoir, les yeux contre la vitre à essayer de voir clair dans le noir grandissant du soir de ce jour d’octobre. »

En fin d'article, Marguerite Duras marque la subjectivité du texte. Tout en assumant ses convictions quant au crime, elle réaffirme la portée féministe de ce texte : « Je parle du crime commis sur l’enfant, désormais accompli, mais aussi je parle du crime opéré sur elle, la mère. Et cela me regarde. Elle est encore seule dans la solitude, là où sont encore les femmes du fond de la terre, du noir, afin qu’elles restent telles qu’elles étaient avant, reléguées dans la matérialité de la matière ».

## Un article controversé
Dès sa parution, le texte fait l'objet d'une très vive controverse. Pour Aliette Armel, « la femme inculpée dans un fait divers devient un mythe durassien, Christine V., et les lecteurs interpellés dans leur quotidien sont invités à porter leur regard sur leur environnement le plus proche et ils ne supportent pas ce déplacement, cette abolition de la distance ». 
De nombreux artistes, et plus particulièrement des femmes, jugent sévèrement le texte de Duras : Françoise Sagan et Benoîte Groult se disent indignées et scandalisées par le texte ; Simone Signoret en souligne la confusion et l'ambiguïté ; Régine Deforges, quant à elle, parle d'un acte de délation et de complaisance impudique dans le malheur des autres. Elles relèvent la divagation d'une intellectuelle victime d'un mépris de classe : « il se trouve en effet que le couple Villemin est défendu par Me Garaud, tonitruant avocat de Légitime défense, association vengeresse on ne peut plus marquée à droite. En face, conseils des Laroche, on trouve Me Prompt, avocat de la CGT, et Me Welzer, qui se fera bientôt élire député ».
Angelo Rinaldi écrit à l'époque dans L'Express : « Le drame de Lépanges est assez compliqué et douloureux comme cela. Il n'était pas nécessaire que s'y ajoutât, pour l'obscurcir encore, la suffisance pâmée d'une femme de lettres qui donne à lire les ouvrages de la collection Harlequin au Penseur de Rodin. L'horreur d'une telle histoire se sera augmentée des rires que Mme Duras a suscités ». Revenant sur cet épisode en 1998, L'Express juge que, dans ce contexte, Marguerite Duras était « ridicule, forcément ridicule ». La Dépêche du Midi cite en 2002 un journaliste pour lequel cet article était l'épisode le plus extravagant de la « curée médiatique » autour de l'affaire Grégory. Dans son spectacle de 1986, l'humoriste Pierre Desproges fait référence au texte concerné en qualifiant Duras d' « apologiste sénile des infanticides ruraux ». Revenant en 2008 sur l'affaire, Georges Moréas qualifie cet écrit de « divagation intello ». 
Pour sa part, Christine Villemin déclare à l'époque, à propos de Marguerite Duras : « Mais elle est folle celle-là ! ». Elle intente par la suite à Serge July et Marguerite Duras un procès en diffamation pour atteinte à la présomption d'innocence et à son droit à l'image, mais est déboutée en janvier 1994.
Certains auteurs prennent, quant à eux, la défense de Marguerite Duras. Christian Jouvenot estime que « Duras est toujours Duras, à la fin de sa vie comme au début. C'est la densité fulgurante de cet écrit, sa folie qui témoigne d'un agrippement désespéré à ce que nous observons d'invariable dans l'œuvre (...). L'article mérite le détour parce que dans sa forme hallucinée et dans sa fulgurance il éclaire Marguerite Duras bien plus évidemment qu'il n'éclaire l'affaire V. avec laquelle en réalité il n'a que très peu à voir. Ces déclarations sont seulement fidèles à leur auteur, pas plus déplacées que son œuvre tout entière si ce n'est d'avoir été publiées dans une presse à grand tirage. » Dans la même perspective, Edmonde Charles-Roux juge le texte « remarquable » et note : « Bien sûr que Marguerite Duras croit Christine coupable. Là-dessus elle ne laisse planer aucun doute. Mais elle cherche à travers les causes profondes du crime. Dès ce moment, le lecteur est appelé à partager l'avis de Duras ». 
Deux pages courrier, titrées « Marguerite donne-moi ton cœur » dans Libération, rassemblent quelques dizaines de lettres, les 27 et 28 juillet 1985. Certains aiment, d'autres pas, avec pas mal de réactions passionnelles. Les pages Courrier des lecteurs du défunt Événement du jeudi publient, de leur côté, des lettres prenant la défense de Duras en se moquant, note Laure Adler, « de ces femmes écrivains, grenouilles de bénitier qui n'ont pas le courage d'assumer la violence de leur féminité. Madame Bovary, Violette Nozière sont citées pour réhabiliter Marguerite Duras et la replacer dans la lignée des écrivains qui transforment le réel pour mieux le transcender ».
Laure Adler rend également compte de la réaction de François Mitterrand, alors président de la République : « Le lendemain de la publication de l'article, elle rencontre François Mitterrand dans une librairie du Quartier latin. Mitterrand l'attrape et lui dit : "Dites donc vous, vous n'y allez pas par quatre chemins !" » Et Duras de lui répondre : « Oui, c'est vrai, je vais comme ça. Le crime, à de rares exceptions près, je ne le vois jamais comme un mal ou un bien mais toujours comme un accident qui arrive à la personne qui le commet. Excusez-moi je ne le juge pas ».

## Réponses de Marguerite Duras
Perçue comme une écrivaine « impulsive et péremptoire, voire déraisonnable et irrationnelle » et prise à partie tant pour sa posture que pour son approche de l'affaire, Marguerite Duras déclare à l'époque : « Ma réputation, je m'en tape ». Elle fait paraître le 23 juillet 1985 dans Libération une série de courtes réponses, adressées à ses détracteurs, sous le titre « Avec ou sans les amitiés de M. D. ». Elle s’attelle ensuite à rédiger une « Lettre à Isabelle C. », une lectrice anonyme. Elle entame la rédaction de cette réponse en 1987 mais la lettre n'a jamais été publiée. Elle est restée inédite jusqu'à sa publication en 1998 dans la biographie Marguerite Duras de Laure Adler.
Dans ce texte, Duras affirme la souveraineté de son écriture et de son jugement quant à la culpabilité de Christine Villemin : « Tous ces gens qui me parlent de ce qu'on doit écrire ou pas, quel ennui, quelle erreur. Comme si on en était encore au Père Sartre qui faisait la loi ». Duras y réfute tout argument d'autorité qui se voudrait moralisateur et se présente comme le médium d'une vérité que l'opinion veut faire taire :

« Comme si les crimes étaient répréhensibles, comme si d'en parler faisait du tort aux accusés, c'est le contraire. Comme si inventer les raisons c'était ça la délation, comme s'il n'y avait que les intellectuels de responsables, alors que tout le monde l'est, même le prolétariat, même les faux écrivains, même les analphabètes (...) Vous êtes pour le silence. Et moi j'ai parlé (...) Beaucoup auraient souhaité que je fasse du tort à C.V., que je sois condamnée pour cela et qu'ils soient débarrassés de la gêne endémique que je représente dans leur vie (...) Ce que l'on me reproche, au fond, c'est que Libé m'a demandé ce papier et que ce soit moi qui l'aie écrit. Voici donc je suis déshonorée à leurs yeux, définitivement déshonorée. Cela arrive, vous voyez. Je suis assez honorée d'être déshonorée. »

Duras rappelle par ailleurs  qu'elle s'est intéressée à ce fait divers car il évoquait, dans une certaine mesure, une tragédie antique dans laquelle elle aurait endossé le rôle du narrateur omniscient, jusque-là absent : « Là où l'homme lit de la philosophie, je lis l'histoire de l'homme qui fait de la philosophie et celle de l'homme qui lit la philosophie. Cela parce que je lis tout. (...) Le crime de Lépanges est inaccessible, tellement inaccessible que je crois que personne n'en est l'auteur. »
De plus, comme dans l'article paru dans Libération, Duras souligne la portée féministe de son texte, « le vrai problème étant encore une fois celui des femmes, la recherche du sens par les femmes de la vie qu'elles mènent et qu'elles n'ont pas désirée. » À la suite des courriers reçus en réaction à son article, Duras écrit que « les hommes sont contre [elle], pas les femmes en général, très peu. Presque toutes les lettres d'hommes relèvent d'un formalisme éprouvé et très éprouvant », soulignant ainsi que le meurtre du petit Grégory est avant tout une histoire liée à la féminité et à la quotidienneté telle qu'elle est éprouvée par les femmes :

« Le problème de ce crime est un problème de femmes. Le problème des enfants est un problème de femmes. Le problème de l'homme est un problème de femmes. L'homme l'ignore. Tant que l'homme s'illusionnera sur la libre disposition de sa force musculaire, matérielle, la profondeur de l'intelligence ne sera pas masculine. Seule la femme sera avertie de l'erreur de l'homme sur lui-même. Il y a bien pire que les gifles pour un steak mal cuit, il y a la vie quotidienne. »

Toutefois, face à l'ampleur de la polémique, les propos de Duras se font plus équivoques quant à sa responsabilité dans le déchainement médiatique qui entoura l'affaire Grégory  : « Je voulais dire ceci : je n'ai fait aucun tort à Christine V. (...) Si j'avais cru possible de faire du tort à Christine V., je n'aurais pas fait cet article. Peut-être est-ce une aberration de ma part, ce n'est pas sûr du tout, mais peut-être, auquel cas je serais inexcusable. »
En 2010, dans le deuxième tome de C'était Marguerite Duras, Jean Vallier présente un second « projet de réponse », rédigé par Marguerite Duras en 1985. Dans ce texte, si Duras reconnaît « ne pas avoir respecté la règle de la prudence » et s'être laissé dépasser par « un emportement d'écriture », elle accuse ses contradicteurs - cette « avalanche de fureur » -  de l'avoir mise « au ban de l'humanité pendant plusieurs jours, plusieurs semaines » : « pour des milliers de gens (...) cet article était une chance, un bonheur, celui de pouvoir accuser un écrivain d'avoir commis une faute morale. » Enfin, elle rend légitime son texte en expliquant que « ce n'est pas un reportage, la littérature, ce n'est pas un récit non plus, c'est une transgression de soi vers l'autre, une prise en charge de l'autre jusqu'à son crime, nu, entier, pas défiguré par la morale ».

## Influence du texte
En 2011, lors de la publication, dans Libération, d'une tribune signée Christine Angot, « Le problème de DSK avec nous » traitant de l'affaire Dominique Strauss-Kahn, Le Nouvel Observateur souligne l'influence du texte « Sublime, forcément sublime Christine V. ». Jérôme Garcin note en effet que la tribune « rappelle les riches heures de Marguerite Duras, dont [Christine Angot] est la digne héritière ». De fait, à la manière de Duras, l'écrivaine désigne ici publiquement la culpabilité d'une personnalité, sans tenir compte de la présomption d'innocence et dans un style pythique. En 2000, Christine Angot faisait déjà allusion à l'article de Marguerite Duras, se qualifiant elle-même, dans Quitter la ville, d'héritière de cette écriture : « Je suis tellement Duras tendance Villemin ».

### Éditions du texte
- Marguerite Duras :
  - « Sublime, forcément sublime Christine V. », Libération, 17 juillet 1985.
  - « Sublime, forcément sublime Christine V. », Cahiers de l'Herne, no 86, 2005.
  - (en) Marguerite Duras, « Sublime, necessarily sublime, Christine V. », trad. Andrew Slade, Janus Head : Journal of Interdisciplinary Studies in Literature, 2006[27].
  - Sublime, forcément sublime Christine V., édition établie par Catherine Mavrikakis, éditions Héliotrope, 2007.
  - « Sublime, forcément sublime Christine V. », Œuvres complètes, Bibliothèque de la Pléiade, 2014.
  - « Sublime, forcément sublime Christine V. », Deauville la mort, Éditions de l'Herne, 2014.